# Dienstonderscheidingskruis (Saksen-Altenburg)
Het Dienstonderscheidingskruis (Duits: Dienstauszeichnungskreuz) van het kleine Duitse hertogdom Saksen-Altenburg werd aan officieren uitgereikt voor 25 jaar dienst. Oorlogsjaren telden dubbel, jaren op non-actief golden voor een half jaar. Deze onderscheiding kreeg in 1913 een civiele tegenhanger in de voor jubilerende ambtenaren bestemde Civiele Dienstonderscheiding.
De onderscheiding werd op 1 januari 1836 door de regerende hertog Jozef Frederik Ernst van Saksen-Altenburg ingesteld.
De kruisen werden totdat het kleine Saksisch-Altenburgse leger in 1867 opging in dat van Pruisen tweemaal per jaar, op 1 januari en 24 augustus uitgereikt.
Op de voorzijde van het aan een groenzijden lint met zilveren bies op de linkerborst gedragen zilveren kruis was een rond medaillon aangebracht met het getal "XXV". Op de keerzijde stond het gekroonde monogram van de stichter. Men droeg het kruis ook wel tussen de eerste en tweede knoop van de uniformjas.